# Trị (nước)
Trị (tiếng Trung: 值) là một phiên thuộc của nhà Châu, nằm ở địa phận Nam Dương hiện nay.

## Lịch sử
Theo các di cảo tiền Tần và một số sử ký thời Tấn, Tùy, Đường thì đất Trị nguyên là một cái gò hình rùa, được Chu Vũ vương ban cho Trị Khảo (值考), cháu rể của Châu Công Đán, vì người này có công trị thủy Hoài Hà. Đến thời Xuân Thu, Trị bị kẹp giữa Trịnh, Trần và Sái; không những các nước này khinh Trị nhỏ yếu mà còn liên tiếp gây hấn hòng thôn tính hoàn toàn. Tuy vậy, mãi đến khoảng năm 556 hoặc 551, vua nước Trần phái 1000 quân tấn công, giết được vua Trị và biến nơi này thành điểm cực Tây của Trần. Tông thất Trị thất thế phải chạy sang Sở lưu vong. Theo Tục tư trị thông giám, một hậu duệ đời thứ năm của nhánh này là Trị Khư Chính đã theo Hán Cao Tổ dựng nghiệp.